# Saison 4 de The Glades
Chronologie
Saison 3
Cet article présente le guide des épisodes de la quatrième saison de la série télévisée The Glades.

## Généralités
- Cette est lancée aux États-Unis le 27 mai 2013 sur la chaîne câblée A&E.
- En Belgique, cette saison est diffusée dès le 25 juillet 2014 sur RTL-TVI.
- En France, cette saison est diffusée dès le 18 août 2014 sur Antenne Réunion
- En France, cette saison est diffusée dès le 27 juin 2015 sur M6[1].

## Distribution

### Acteurs principaux
- Matt Passmore (VF : Jérôme Rebbot) : Jim Longworth
- Kiele Sanchez (VF : Charlotte Marin) : Callie Cargill
- Carlos Gómez (VF : Philippe Catoire) : Dr Carlos Sanchez
- Michelle Hurd (VF : Élisabeth Fargeot) : Colleen Manus
- Uriah Shelton (VF : Tom Trouffier) : Jeff Cargill
- Jordan Wall (en) (VF : Fabrice Fara) : Daniel Green

### Acteurs récurrents
- Kayla Mae Maloney (VF : Geneviève Doang) : Dr Miranda Buckley (4 épisodes)
- Ed Asner (VF : Richard Leblond) : Dr Ted Hardy (épisodes 3, 4 et 10)
- Elisabetta Fantone : Laura Jordan (épisodes 4, 12 et 13)
- Rick Fox (VF : Pierre-François Pistorio) : Darius Locke (épisodes 6, 8 et 11)
- Jordi Vilasuso (en) (VF : Jean-Alain Velardo) : Tony Morales (5 épisodes)
- Corbin Bernsen (VF : Philippe Peythieu) : Michael Longworth (4 épisodes)
- Marilu Henner (VF : Brigitte Virtudes) : Joan Longworth, mère de Jim[2] (épisodes 9 et 13)

## Épisodes

### Épisode 1:Le Fantôme de Martha
- États-Unis : 27 mai 2013 sur A&E[3]
- Belgique : 25 juillet 2014 sur RTL-TVI
- France :
  - 18 août 2014 sur Antenne Réunion
  - 27 juin 2015 sur M6
- Québec : 4 mai 2015 sur AddikTV

- États-Unis : 3,26 millions de téléspectateurs[4] (première diffusion)
- France : 1,66 million de téléspectateurs[5] (première diffusion)

### Épisode 2:Shot Girls
- États-Unis : 3 juin 2013 sur A&E
- Belgique : 25 juillet 2014 sur RTL-TVI
- France :
  - 18 août 2014 sur Antenne Réunion
  - 27 juin 2015 sur M6

- États-Unis : 2,74 millions de téléspectateurs[6] (première diffusion)
- France : 1,61 million de téléspectateurs[5] (première diffusion)

### Épisode 3:Barbecue mortel
- États-Unis : 10 juin 2013 sur A&E
- Belgique : 1er août 2014 sur RTL-TVI
- France :
  - 25 août 2014 sur Antenne Réunion
  - 27 juin 2015 sur M6

- États-Unis : 2,31 millions de téléspectateurs[7] (première diffusion)
- France : 1,61 million de téléspectateurs[5] (première diffusion)

### Épisode 4:Strip-tease
- États-Unis : 17 juin 2013 sur A&E
- Belgique : 1er août 2014 sur RTL-TVI
- France :
  - 25 août 2014 sur Antenne Réunion
  - 4 juillet 2015 sur M6

- États-Unis : 2,31 millions de téléspectateurs[8] (première diffusion)
- France : 1,67 million de téléspectateurs[9] (première diffusion)

### Épisode 5:L'Apocalypse zombie
- États-Unis : 24 juin 2013 sur A&E
- Belgique : 8 août 2014 sur RTL-TVI
- France :
  - 1er septembre 2014 sur Antenne Réunion
  - 4 juillet 2015 sur M6

- États-Unis : 2,56 millions de téléspectateurs[10] (première diffusion)
- France : 1,67 million de téléspectateurs[9] (première diffusion)

### Épisode 6:Glade-iators
- États-Unis : 1er juillet 2013 sur A&E
- France :
  - 1er septembre 2014 sur Antenne Réunion
  - 4 juillet 2015 sur M6
- Belgique : date inconnue sur RTL-TVI

- États-Unis : 2,552 millions de téléspectateurs[11] (première diffusion)
- France : 1,62 million de téléspectateurs[9] (première diffusion)

### Épisode 7:L'Arnaque
- États-Unis : 8 juillet 2013 sur A&E
- France :
  - 8 septembre 2014 sur Antenne Réunion
  - 11 juillet 2015 sur M6

- États-Unis : 2,507 millions de téléspectateurs[12] (première diffusion)
- France : 2 millions de téléspectateurs[13] (première diffusion)

### Épisode 8:1, 2, 3
- États-Unis : 15 juillet 2013 sur A&E
- France :
  - 8 septembre 2014 sur Antenne Réunion
  - 11 juillet 2015 sur M6

- États-Unis : 2,401 millions de téléspectateurs[14] (première diffusion)
- France : 1,85 million de téléspectateurs[13] (première diffusion)

### Épisode 9:L'Esprit de compétition
- États-Unis : 29 juillet 2013 sur A&E
- France :
  - 15 septembre 2014 sur Antenne Réunion
  - 11 juillet 2015 sur M6

- États-Unis : 2,377 millions de téléspectateurs[15] (première diffusion)
- France : 1,53 million de téléspectateurs[13] (première diffusion)

### Épisode 10:Belles de galerie
- États-Unis : 5 août 2013 sur A&E
- France :
  - 15 septembre 2014 sur Antenne Réunion
  - 18 juillet 2015 sur M6

- États-Unis : 2,318 millions de téléspectateurs[16] (première diffusion)

### Épisode 11:La Guerre de sécession
- États-Unis : 12 août 2013 sur A&E
- France :
  - 22 septembre 2014 sur Antenne Réunion
  - 18 juillet 2015 sur M6

- États-Unis : 2,313 millions de téléspectateurs[17] (première diffusion)

### Épisode 12:Et au milieu coulait une rivière
- États-Unis : 19 août 2013 sur A&E
- France :
  - 22 septembre 2014 sur Antenne Réunion
  - 18 juillet 2015 sur M6

- États-Unis : 2,686 millions de téléspectateurs[18] (première diffusion)

### Épisode 13:Pour le meilleur et pour le pire
- États-Unis : 26 août 2013 sur A&E
- France :
  - 29 septembre 2014 sur Antenne Réunion
  - 18 juillet 2015 sur M6

- États-Unis : 3,406 millions de téléspectateurs[19] (première diffusion)